# William Woollett

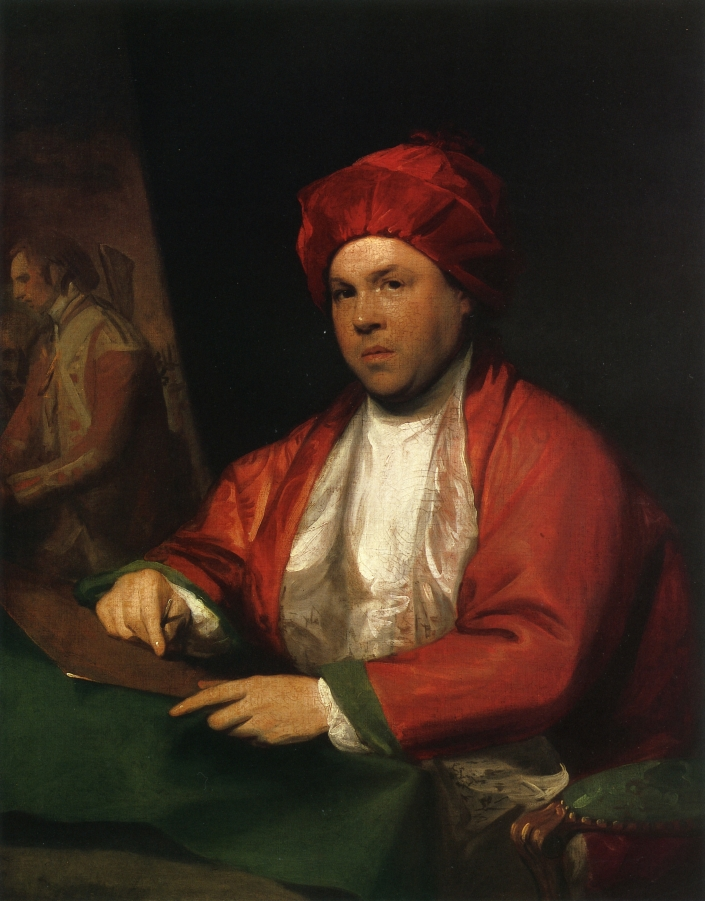
William Woollett porträtterad av Gilbert Stuart, 1783

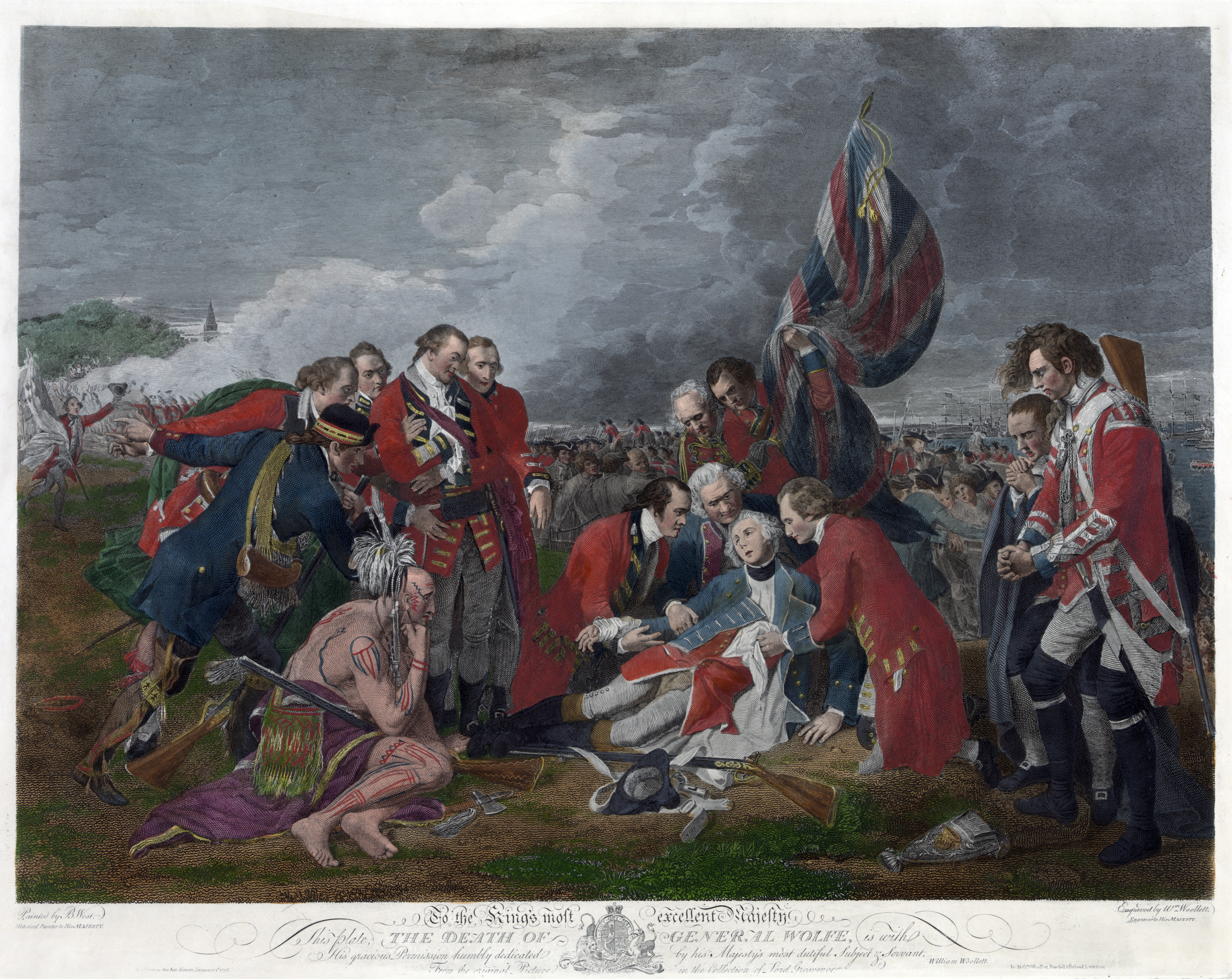
William Woolletts gravyr efter Benjamin Wests The Death of General Wolfe, 1770-talet

William Woollett, född 15 augusti 1735 i Maidstone i Kent, död 23 maj 1785 i London, var en engelsk kopparstickare.
William Woollett sysselsatte sig redan i skolan med att porträttera. Han blev elev av gravören John Tinney och utarbetade en mängd värdefulla stick. Woollett var den förste, som på samma plåt förenade de tre olika maneren, med gravstickel, etsning och kall nål, och genom riktig fördelning av ljus och skugga åstadkom något av samma verkan som en målning. Han lyckades såväl med landskap (efter Claude Lorrain, Benjamin Wilson och andra) som med figurbilder (The Death of General Wolfe av Benjamin West) med flera.